# Criogénico (geología)
El Criogénico o Criogeniano (del griego κρύος/cryos, «hielo» y γένεσις/génesis, «origen»), es el segundo período y sistema de la era y eratema Neoproterozoico en la escala temporal geológica. Comenzó hace unos 720 millones de años y finalizó hace unos 635 millones de años.
Su nombre hace referencia a los depósitos glaciales encontrados en latitudes tropicales, seguidos de sedimentos de carbonatos (cap carbonates). Los glaciares se extendieron y retrocedieron en una serie de pulsos rítmicos, posiblemente alcanzando el ecuador. En general, deben considerarse al menos dos grandes glaciaciones mundiales. Las glaciaciones Sturtiana (que comprendió el intervalo de 717 a 660 millones de años) y Marinoana (en torno desde 650 a 635 millones de años) son las más grandes conocidas en la historia de la Tierra y pueden haber cubierto todo el planeta. Una glaciación final se produjo hace 582 millones de años durante el período Ediacárico. 
Los depósitos glaciales de tillita también se produjeron en los lugares que se encontraban en latitudes bajas durante el Criogénico, un fenómeno que condujo a la hipótesis de congelación de los océanos del planeta en la llamada "Tierra bola de nieve". Esta teoría, que fue propuesta por el Doctor Kirshivink y es ahora sostenida por Paul F. Hoffman de la Universidad de Berkeley, ha generado un gran debate, pues afirma que el planeta Tierra estuvo cubierto por glaciares, de hasta 1 km de espesor, hasta el ecuador. La principal controversia se refiere a si las glaciaciones fueron realmente acontecimientos mundiales o estaban localizadas.
Durante el Criogénico, los restos del anterior supercontinente Rodinia comenzaron a unirse para crear el nuevo supercontinente Pannotia. 
| Supereón    | Eón Eonotema     | Era Eratema                | Periodo Sistema            | Inicio, en millones de años |
| ----------- | ---------------- | -------------------------- | -------------------------- | --------------------------- |
| Precámbrico | Proterozoico     | Neo- proterozoico          | Ediacárico Ediacariano     | ~635                        |
| Precámbrico | Proterozoico     | Neo- proterozoico          | Criogénico Criogeniano     | ~720                        |
| Precámbrico | Proterozoico     | Neo- proterozoico          | Tónico Toniano             | 1000                        |
| Precámbrico | Proterozoico     | Meso- proterozoico         | Esténico Steniano          | 1200                        |
| Precámbrico | Proterozoico     | Meso- proterozoico         | Ectásico Ectasiano         | 1400                        |
| Precámbrico | Proterozoico     | Meso- proterozoico         | Calímico Calymmiano        | 1600                        |
| Precámbrico | Proterozoico     | Paleo- proterozoico        | Estatérico Statheriano     | 1800                        |
| Precámbrico | Proterozoico     | Paleo- proterozoico        | Orosírico Orosiriano       | 2050                        |
| Precámbrico | Proterozoico     | Paleo- proterozoico        | Riásico Rhyaciano          | 2300                        |
| Precámbrico | Proterozoico     | Paleo- proterozoico        | Sidérico Sideriano         | 2500                        |
| Precámbrico | Arcaico Arqueano | Neoarcaico Neoarqueano     | Neoarcaico Neoarqueano     | 2800                        |
| Precámbrico | Arcaico Arqueano | Mesoarcaico Mesoarqueano   | Mesoarcaico Mesoarqueano   | 3200                        |
| Precámbrico | Arcaico Arqueano | Paleoarcaico Paleoarqueano | Paleoarcaico Paleoarqueano | 3600                        |
| Precámbrico | Arcaico Arqueano | Eoarcaico Eoarqueano       | Eoarcaico Eoarqueano       | 4031±3                      |
| Precámbrico | Hádico Hadeano   | Hádico Hadeano             | Hádico Hadeano             | 4567                        |